# Tour Ronde
La tour Ronde (lit., 'Torre Redonda')  es una cima del macizo del Mont Blanc con 3792 metros de altitud, que hace frontera entre la región de Ródano-Alpes, en Francia y el Valle de Aosta, Italia, entre el Paso de Géant y el Monte Maudit.
Dos refugios permiten el alojamiento antes de la escalada: el refugio de los cósmicos del lado francés y el refugio Torino que se puede acceder o por el lado francés vía Teleférico de la Aiguille du Midi o por el lado italiano a partir de Palud.
Este accidente geográfico forma parte de la divisoria de aguas  entre el mar Adriático y el mar Mediterráneo.

## Cara norte
La cara norte de la torre Redonda es una clásica de los Alpes y por eso es víctima de su éxito.

### Características
- Altitud: 3792 m
- Desnivel: + 600m  / - 2.600m
- Orientación: Inclinación: 150m a 45° y 50° en algunos metros
- cotización: PO+
- Equipamiento local: P3

## Ascensos
- 1867 - la primera fue hecha por J.H. Backhouse, T.H. Carson, Douglas William Freshfield, C.C. Tucker, Daniel Balleys y Michel Payot, a 22 de julio.
- 1886 - cara Norte, la clásica a 23 de agosto por Francesco Gonella y Alexis Berthod.

## Galería

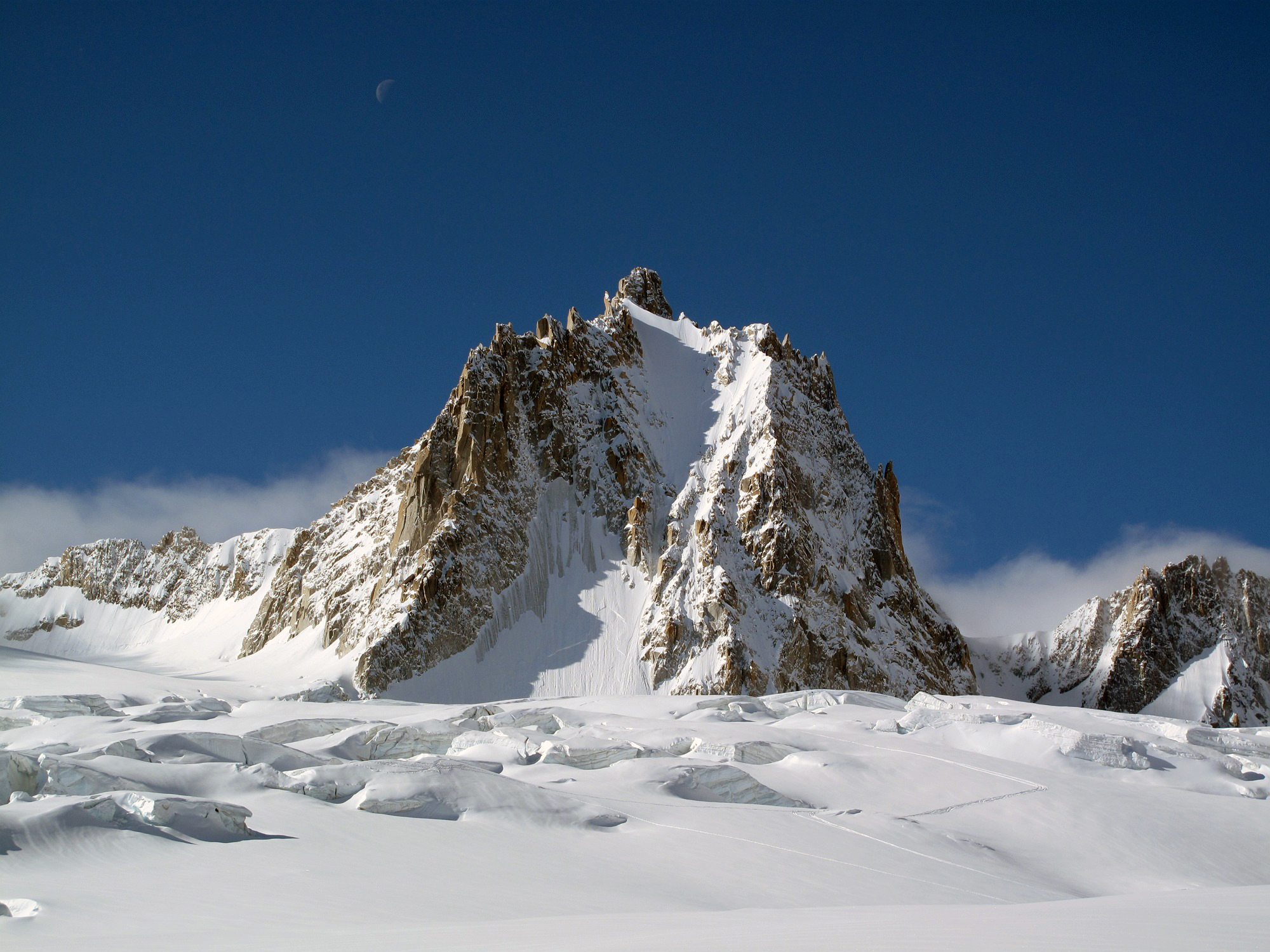
La pared norte
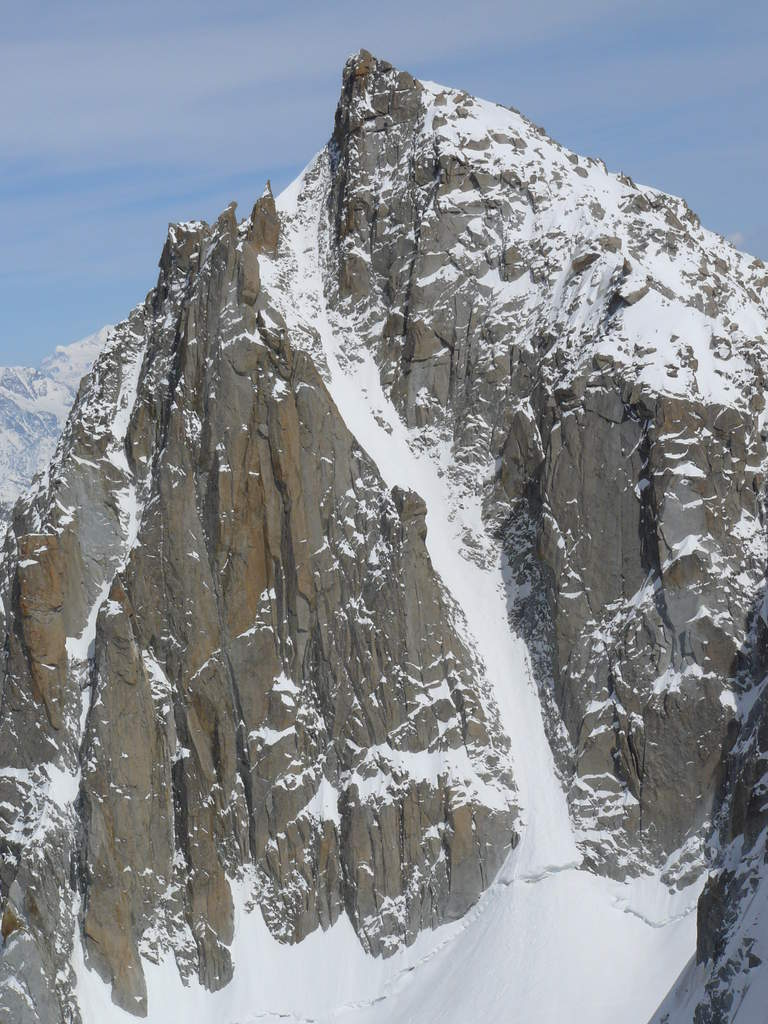
El lado oeste: en el centro el Couloir Gervasutti, escalado por primera vez por Giusto Gervasutti y Renato Chabod en julio de 1934
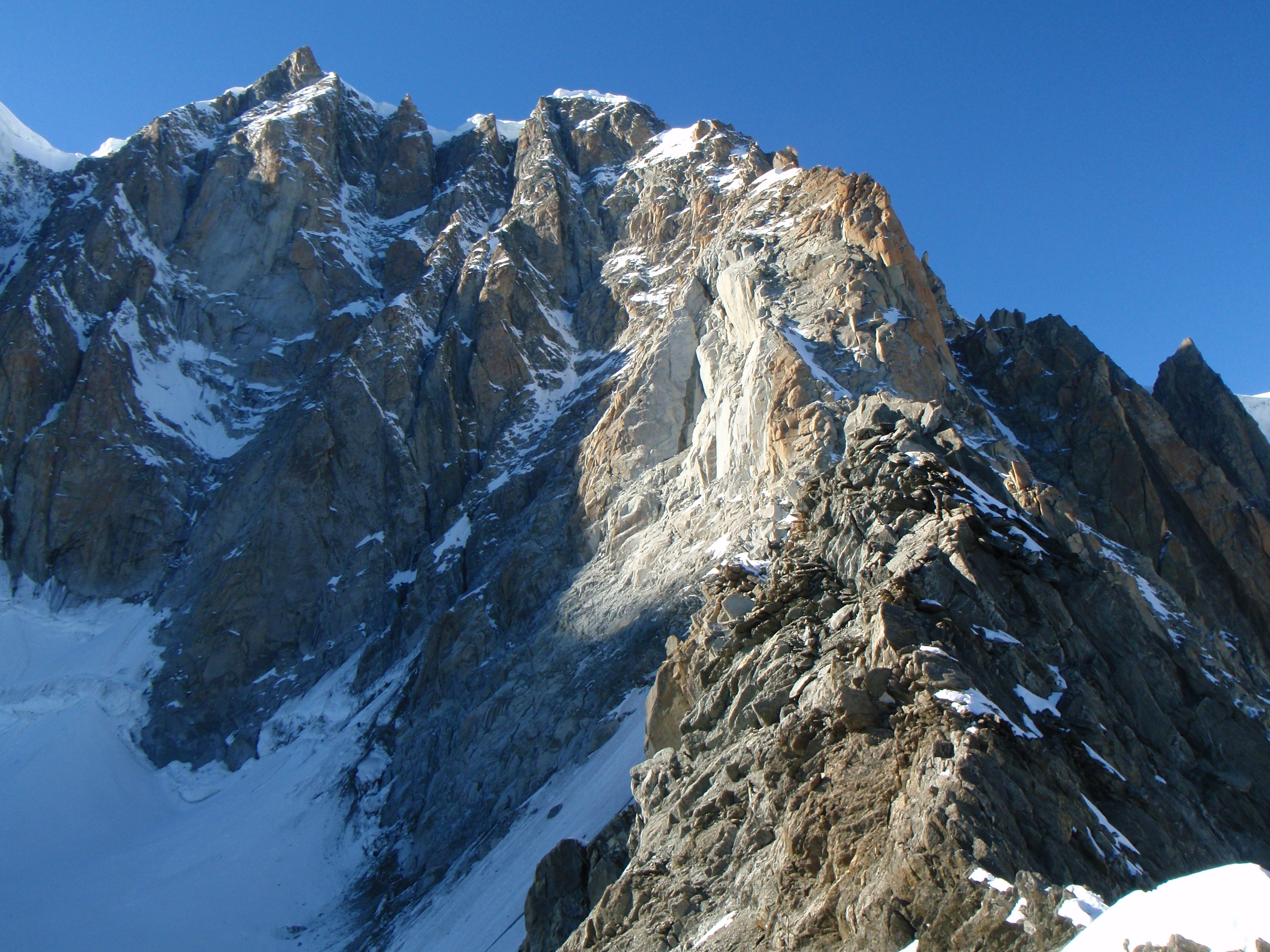
Vista de la arista de la Brenva hacia Mont Maudit, desde Bivouac de la Fourche

### Imagen externa
En Zorgloob  el glaciar de Talèfre y la localización de la Aiguille Vierte, Les Droites, Les Courtes, Aiguille de Triolet, Aiguille de Talèfre, Aiguille de Leschaux, Dent du Géant, Tour Ronde, Monte Blanco del Tacul, Aiguille du Midi, Aiguille du Plan, Aiguille du Grépon, y la Aiguille de l'M.